# Ignacy Loyola (film)
Ignacy Loyola albo Loyola (org. Ignacio de Loyola) – hiszpańsko-filipiński film biograficzny z 2016 roku. Opowiada historię życia świętego Ignacego Loyoli, założyciela zakonu jezuitów i jest oparty na jego autobiografii.

## Obsada
- Andreas Muñoz – Ignacy Loyola
- Javier Godino – Xanti
- Julio Perillán – ojciec Sanchez
- Gonzalo Trujillo – inkwizytor Frias
- Isabel García Lorca – Doña Ines Pascual
- Lucas Fuica – Don Beltran de Loyola
- Mario de la Rosa – Calixto
- Jonathan D. Mellor – inkwizytor Figueroa
- Rick Zingale – doktor Ciruelo
- Tacuara Casares – księżniczka Catalina
- Ben Temple – Master Ardevol
- Imanol Reta – inkwizytor Gallo
- Javier Tolosa – lord Asparros
- Samuel Pérez – młody Ignacy